# Otto Georg Mejlænder
Otto Georg Mejlænder, född 19 augusti 1829 i Kristiania (nuvarande Oslo), död där 2 februari 1899, var en norsk jurist och lagutgivare. Han var far till Marie Mejlænder-Hellesen.
Mejlænder tog juridisk ämbetsexamen 1854, blev 1866 assessor och 1877 justitiarius i Kristiania byret. Han utgav "Love, Anordninger etc. for Kongeriget Norge" (tolv band, med register, 1849–95), sammandraget "Almindelig norsk Lovsamling" (1860–90; andra upplagan 1885–93), supplement till bägge dessa verk för 1892–96 (1900), "Christian V:s Norske Lov" (1883; andra upplagan 1892) och dessutom en lång rad editioner av de enstaka årens lagar samt av större separatlagar.